# Ascomycota
Ascomycota (Whittaker, 1959) è una divisione che comprende i funghi che producono spore in un caratteristico tipo di sporangio chiamato asco (dal greco = "sacco", "otre").
Questo gruppo monofiletico è estremamente ricco di organismi (12.000 specie al 1950) ed include circa il 75% di tutte le specie di funghi censiti.
Vi appartiene gran parte dei funghi che si associano ad alghe o a cianobatteri per formare i licheni e parte dei funghi che mancano di evidenze morfologiche relative alla riproduzione sessuale (precedentemente inclusi nei Deuteromycota, ora raggruppati nei funghi mitosporici). Le specie più conosciute di Ascomycota sono le morchelle, i tartufi, i lieviti e i Penicillium. Appartiene a questo gruppo, oltre che ai Deuteromycota, anche la maggior parte dei funghi patogeni delle piante. Sordaria fimicola, Neurospora crassa e molte altre specie di lieviti sono impiegate in laboratorio, in esperimenti di genetica e di biologia cellulare.
Un Ascomycota produce un gran numero di aschi che possono essere contenuti in una struttura chiamata ascocarpo (o ascoma). Ciascun asco di solito contiene 8 (o un multiplo di 8) ascospore, risultato di una mitosi successiva ad una meiosi.

## Struttura

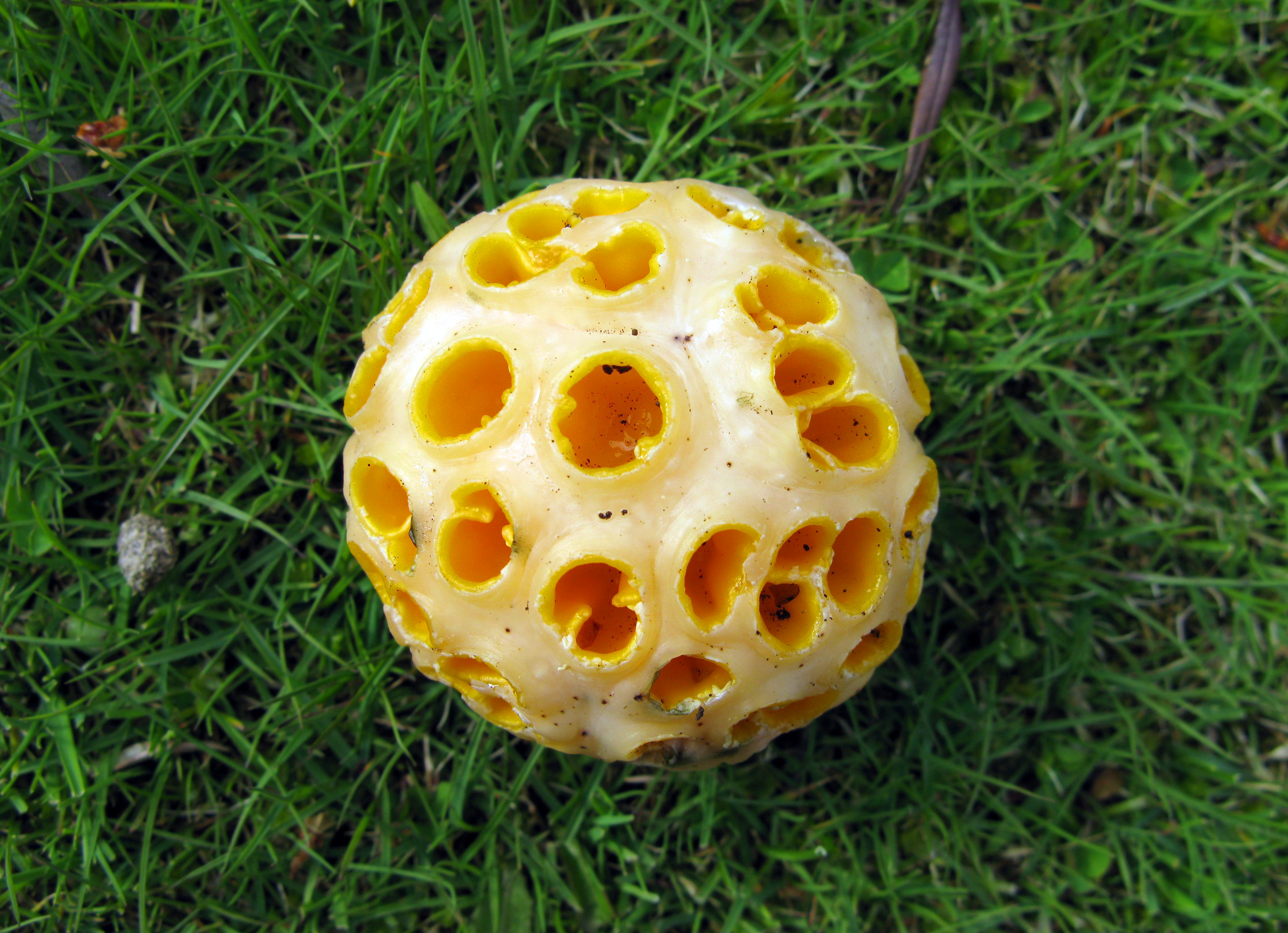
Cyttaria hariotii

Molti funghi della divisione Ascomycota sono costituiti da ife, sottili filamenti di cellule spesso con uno spessore di solo 5 µm, che si diramano ripetutamente fino a formare un intricato gomitolo, il micelio. Se le ife di un solo micelio fossero unite l'una accanto all'altra, raggiungerebbero una lunghezza di svariati chilometri.
All'altro estremo della divisione Ascomycota ci sono i lieviti unicellulari che il più delle volte sono visibili solo al microscopio. Alcune specie, come ad esempio il classico lievito da cucina (Saccharomyces cerevisiae), sono invece dimorfi, e cioè si possono presentare sia in forma unicellulare che pluricellulare.
La parete cellulare degli Ascomiceti è fatta quasi sempre di chitina e β-glucani; le singole cellule sono divise tra loro da pareti trasversali, i setti. Questi danno all'ifa stabilità e prevengono una grossa perdita di citoplasma nel caso in cui la membrana cellulare dovesse lacerarsi in qualche punto. Ciò fa in modo che gli Ascomiceti possano conservarsi, contrariamente agli Zygomycota che prediligono l'umidità, anche in ambienti secchi. Di solito le pareti cellulari sono perforate nella zona centrale, presentando una piccola apertura centrale attraverso la quale il citoplasma e anche il nucleo cellulare può circolare più o meno liberamente in tutto il micelio; queste perforazioni sono accompagnate da corpi sferici chiamati corpi di Woronin. La maggior parte delle ife contengono solo un nucleo cellulare per cellula, per questo vengono definite mononucleate.
Struttura caratteristica degli Ascomiceti è l'asco, cellula nella quale avviene la meiosi e che successivamente contiene le meiospore (vedi oltre il paragrafo riproduzione). Gli aschi sono spesso contenuti in corpi fruttiferi chiamati ascocarpi.
Esistono diversi tipi di asco, a seconda delle caratteristiche della parete cellulare:
- aschi prototunicati nei quali la parete si disgrega a maturità;
- aschi eutunicati, nei quali la parete non si disgrega; questi possono essere:
  - aschi unitunicati, dotati di una singola parete, che si dividono in
    - opercolati, cioè aprentesti tramite un opercolo apicale;
    - non opercolati, che si aprono tramite poro o fessura apicale;

  - aschi bitunicati, dotati di due pareti, una rigida esterna e l'altra flessibile, che si estende a maturità.

Anche l'ascocarpo può essere di diverso tipo:
- cleistotecio, nel caso di un corpo fruttifero sferico chiuso, con gli aschi rivolti verso l'interno;
- peritecio, nel caso di un corpo fruttifero con un'apertura sommitale (ostiolo);
- apotecio, nel caso di un corpo fruttifero a forma di coppa aperta, con gli aschi rivolti verso l'alto nella parte concava.

## Metabolismo
Come molti funghi gli Ascomiceti si nutrono principalmente di biomassa viva o morta. Per fare ciò essi secernono nell'ambiente circostante i loro enzimi digestivi che demoliscono le sostanze organiche in piccole molecole, che assorbono attraverso la parete cellulare. Molte specie vivono su materiale vegetale morto come foglie cadute, ramoscelli, o veri e propri tronchi. Altri attaccano piante, animali o altri funghi come parassiti e ricavano la loro energia metabolica, come ad esempio tutti i nutrienti di cui hanno bisogno, dai tessuti cellulari dei loro ospiti. 
In alcuni casi si rileva una specializzazione estrema, per esempio certe specie attaccano solo una particolare zampa di una particolare specie di insetto. Gli Ascomiceti sono spesso anche simbionti - per esempio alcuni si associano con alghe o cianobatteri, dai quali ottengono nutrienti fotosintetici, per formare licheni, oppure formano micorrize con le radici degli alberi, nei boschi. Infine ci sono anche alcune specie carnivore, che hanno sviluppato trappole ifali in cui catturano piccoli protisti come amebe, ma anche vermi (Nematoda), rotiferi, tardigradi, o piccoli artropodi come i collemboli.
Nel corso della loro lunga evoluzione gli Ascomiceti hanno acquisito la capacità di demolire qualsiasi sostanza organica. A differenza di altri organismi essi sono capaci di digerire con i loro enzimi la cellulosa e la lignina delle piante, il collagene, un'importante proteina strutturale animale, e la cheratina. Alcune specie di ascomiceti sono perfino capaci di metabolizzare la pittura murale (Aureobasidium pullulans) o il kerosene (Amorphotheca resinae).

## Distribuzione ed ecologia

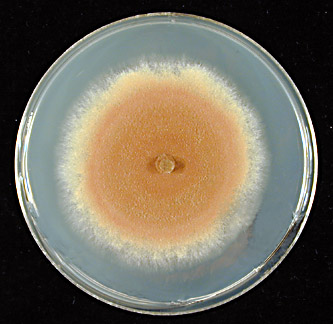
Hypomyces completus in coltura

Gli Ascomiceti sono presenti in tutti gli ecosistemi del mondo, perfino in Antartide sotto forma di licheni. Tuttavia la distribuzione di ciascuna specie è alquanto variabile: alcuni sono presenti in tutti i continenti, altri invece, come ad esempio il tartufo bianco (Tuber magnatum), molto ricercato per impieghi culinari, è localizzato solo in alcune zone dell'Italia e della Francia.
Come già menzionato i setti degli Ascomiceti, che dividono le cellule, permettono la colonizzazione di ambienti molto secchi più di quanto possano fare i funghi della divisione Zygomycota. Questa resistenza è particolarmente spiccata in alcune specie che crescono sul pesce salato, una situazione effettivamente molto secca a causa dell'alta pressione osmotica. Un piccolo gruppo di specie, invece, è ritornato a vivere nell'acqua.

## Riproduzione
La riproduzione degli Ascomiceti è molto varia e può essere sia asessuale che sessuale. Nel caso della riproduzione sessuale, le strutture riproduttive sono gli aschi, a forma di otre. La riproduzione asessuale, tuttavia, gioca un ruolo importante tanto che molte specie hanno rinunciato al processo sessuale.
Negli Ascomiceti possono essere distinti fondamentalmente due differenti stadi nel ciclo vitale: lo stato anamorfico, durante il quale il fungo si riproduce asessualmente, e lo stato teleomorfico, di riproduzione sessuale.  La combinazione di entrambi gli stadi viene chiamata stato olomorfico.
Visto che l'anamorfo e il teleomorfo spesso non si assomigliano per niente, fino alla fine del secolo scorso spesso non era possibile sapere che i due stadi appartenevano alla stessa specie. Ciò portò alla strana situazione, ancora accettata nella tassonomia micologica, per cui due stadi del ciclo vitale dello stesso fungo erano stati determinati con nomi di specie diverse, perciò il fungo ha due nomi.
Ad esempio la forma sessuale del fungo del kerosene è conosciuta come Amorphotheca resinae mentre lo stadio asessuale è chiamato Hormoconis resinae. Oggi comunque studi genetici e molecolari hanno portato alla scoperta di sconosciuti legami tra queste "specie" e così la vecchia separazione degli stadi asessuali nella loro classe, i Fungi Imperfecti (Deuteromycota o funghi mitosporici) è diventata obsoleta.

### Riproduzione asessuale
La riproduzione asessuale è la forma di propagazione dominante negli Ascomiceti ed è responsabile della rapida espansione di questi funghi in aree di difficile colonizzazione. Essa avviene attraverso strutture riproduttive, le conidiospore (o conidi), che sono geneticamente identiche all'origine e in gran parte sono mononucleate. Esse sono chiamate anche mitospore per le modalità con le quali vengono generate attraverso un processo di mitosi. I conidi generalmente si formano all'apice di ife specializzate, i conidiofori. A seconda della specie le conidiospore possono essere disperse attraverso il vento o l'acqua, oppure attraverso gli animali..

#### Coelomycetes e Hyphomycetes
Esiste una grande varietà di stadi asessuali anamorfici che possono essere approssimativamente suddivisi in due gruppi, insignificanti dal punto di vista tassonomico, i Coelomycetes e gli Hyphomycetes, a seconda se le spore sono formate in una struttura polifale chiusa (il corpo fruttifero o conidioma).
- I Coelomycetes formano le loro spore in conidiomi chiusi che spesso crescono sotto la superficie di un organismo ospite, si distinguono in:
  - conidiomi acervulari, o acervuli, che si sviluppano nell'ospite e possono essere:

  1. subcuticulari, che si annidano sotto lo strato esterno della piante (cuticola),
  2. intraepidermici, dentro lo strato cellulare esterno (epidermide),
  3. subepidermici, sotto l'epidermide, o
  4. all'interno all'ospite.

Gran parte di essi sviluppa uno strato di conodiofori relativamente corti che poi producono spore in massa.  L'innalzamento della pressione alla fine porta alla lesione dell'epidermide e della cuticola in modo da permettere ai conidi di uscire.
- - conidiomi picnidiali o picnidi, che al contrario degli acervuli si generano nello stesso tessuto del fungo, e che di solito hanno la forma di un fiasco. Le spore vengono rilasciate attraverso una piccola apertura all'apice, l'ostiolo.
- Nei funghi della classe Hyphomycetes i conidiofori sono sempre liberi, di solito isolati ma a volte appaiono come fasci di cellule allineate in parallelo (descritti come sinnematali) o come masse a forma di cuscino (descritti come sporodochiali).

#### Spore asessuali
Per la classificazione di Ascomycota nello stadio asessuale è importante l'osservazione delle spore, che possono essere distinte per il colore, la forma e il modo in cui sono separate nelle cellule. I tipi più frequenti sono le spore in singole cellule, dette amerospore. Se la spora è divisa in due da un (setto), è detta didmiospora. Quando ci sono due o più setti la classificazione dipende dalla forma. Se i setti sono trasversali, come i gradini di una scala, si parla di fragmospora, se invece formano una struttura simile ad una rete, si parla di dictiospora. Nelle staurospore irradiano come braccia dal corpo centrale; in altre (elicospore) l'intera spora è avvolta in a spirale come una molla. Infine spore come lunghi vermi, con un rapporto lunghezza/diametro maggiore di 15:1, sono chiamate scolecospore.

#### Conidiogenesi e deiscenza
Due ulteriori importanti caratteristiche per l'anamorfosi dei funghi di Ascomycota sono la conidiogenesi, il modo con cui sono formate le spore e la loro deiscenza, cioè come si separano dalla struttura di origine.
Il primo corrisponde all'Embriologia in animali e piante e può essere diviso in due fondamentali forme di sviluppo: conidiogenesi blastica, in cui la spora è già evidente prima di separarsi dall'ifa conidiogenica che la sta generando, e conidiogenesi tallica, in cui prima appare una parete trasversale e poi la cellula così creata si sviluppa in una spora.
Essenzialmente la deiscenza può avvenire in due modi differenti. Nella variante schizolitica tra le cellule si forma una doppia parete divisoria con una lamella centrale che poi si dissolve per rilasciare le spore. Nel caso di deiscenza rexolitica invece la parete cellulare che unisce le spore sul lato esterno degenera e lascia liberi i conidi.

### Eterocariosi e parasessualità
Un significante numero di specie di Ascomycota non hanno uno stadio sessuale o perlomeno è sconosciuto. Nonostante ciò, ci sono due modi in cui possono conservare la loro diversità genetica: l'eterocariosi e la parasessualità.
Il primo avviene semplicemente attraverso la fusione di due ife provenienti da due individui differenti, processo conosciuto come anastomosi. Come risultato nel micelio ci sono più nuclei cellulari del normale e provengono da individui geneticamente diversi.
La parasessualità è stata scoperta da Guido Pontecorvo e si riferisce ad un fenomeno in cui due nuclei cellulari si fondono senza alcun processo sessuale e il numero cromosomi raddoppia. Ciò coinvolge il complesso processo di divisione cellulare chiamato mitosi, dove avviene il crossing over o ricombinazione genetica (scambio di materiale genetico tra coppie corrispondenti di cromosomi). Nella riproduzione sessuale, al contrario, il crossing over avviene solo durante la meiosi. Alla fine il numero di cromosomi viene riportato al normale attraverso l'aploidizzazione, attraverso la quale il nucleo si divide in due parti, ciascuna con un singolo set di cromosomi.

### Riproduzione sessuale

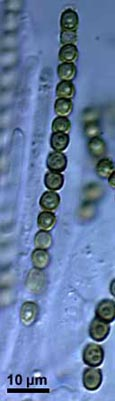
Asco di Hypocrea virens con otto Ascospore

Gli Ascomycota che si riproducono sessualmente hanno un ciclo vitale aplodicarionte: le ife aploidi del micelio primario (che costituiscono l'aplofase) si uniscono tramite gametocistogamia formando il micelio secondario costituito da ife con cellule binucleate (dicariofase). Le ife di questo micelio secondario possono formare aschi, nei quali avviene la cariogamia, subito seguita dalla meiosi che produce ascospore aploidi.
Esistono però alcune eccezioni, come il lievito del pane (Saccharomyces cerevisiae), che ha un ciclo vitale aplodiplonte, con una breve dicariofase senza divisioni cellulari, mentre divisioni per gemmazione possono avvenire sia nell'aplofase che nella diplofase. Anche in questo caso, comunque, la meiosi avviene in un asco.
L'asco è una struttura particolare che distingue questi funghi dagli altri. Un asco è una cellula a forma di sacco tubolare, una meiosporocisti, che contiene le spore sessuali prodotte dalla meiosi e chiamate ascospore a differenza delle asessuali conidiospore.
La parte sessuale del ciclo vitale comincia quando si incontrano due ife. Il primo fattore comunque decisivo è che avvenga la coniugazione, sia che le ife provengano dallo stesso organismo, sia che vengano da individui differenti. Comunque molte specie sono completamente capaci di auto-propagazione (specie omotalliche), altre hanno bisogno di partner diversi (eterotalliche). 
Inoltre, le due ife in questione possono anche provenire dallo stesso genere riproduttivo. I generi riproduttivi sono una peculiarità dei funghi e corrispondono all'incirca ai sessi nelle piante e negli animali; comunque una specie può avere più di due generi riproduttivi.
In caso di compatibilità si formano le gametocisti sulle ife; esse sono cellule che generano i gameti, nelle quali si raccolgono numerosi nuclei.
La gametocisti femminile, chiamata ascogonio, sviluppa una protuberanza (tricogino), che si fonde con la gametocisti maschile (chiamata anteridio), e permette il passaggio dei nuclei da quest'ultima all'ascogonio.
Diversamente nel processo che avviene negli animali e nelle piante, dopo l'unione dei citoplasmi di due gametangi (plasmogamia), l'unione dei nuclei (cariogamia) di solito non avviene subito. Invece i nuclei migrati dall'anteridio si appaiano con i nuclei dell'ascogonio, ma restano separati accanto ad essi.
Inizia così la dicariofase; durante questo periodo le coppie di nuclei si dividono in sincronia ripetutamente tanto da produrne una grande quantità. Con tutta probabilità la dicariofase è un adattamento evolutivo che serve a sfruttare in pieno le potenzialità della riproduzione sessuale in circostanze dove è un evento raro, per individui differenti, incontrarsi l'un l'altro.
Dopo che il materiale genetico primitivo è stato incrementato attraverso ripetute divisioni, la ricombinazione genetica avrà luogo in maniera indipendente in ciascuna coppia durante la meiosi, in maniera che nasca la maggior quantità possibile di spore geneticamente differenti.
Successivamente milioni di nuove ife binucleate, ciascuna delle quali costituita da cellule con due nuclei, emergono dall'ascogonio fertilizzato. Esse sono chiamate ascogeni o fertili. Esse sono 
alimentate dalle ordinarie ife mononucleate (con un solo nucleo) che sono definite sterili.
Il tessuto delle ife sterili e fertili cresce in molti casi in un corpo fruttifero visibile, l'ascocarpo, che può contenere milioni di ife fertili. Così in tale superficie fruttifera, l'imenio, appaiono gli aschi.
Ad una estremità di un'ifa ascogena, si sviluppa un gancio a forma di U, orientato indietro rispetto alla direzione di crescita generale. I due nuclei contenuti nella cellula finale poi si dividono nelle stessa direzione in cui i fili del loro asse mitotico corrono paralleli, così vengono fuori due paia di nuclei figli, con un figlio di ciascun paio vicino al punto di aggancio e l'altro nella parte basale dell'ifa. Poi appaiono due pareti parallele che dividono l'ifa in tre sezioni: quella al punto di aggancio con un nucleo, quella alla base dell'ifa originale con un nucleo, e la parte mediana a forma di U con due nuclei. 
Se la posizione nella superficie fruttifera è giusta, finalmente avviene la fusione cariogamica dei nuclei nella cellula a forma di U, dando origine allo zigote diploide.
Esso si allunga per formare una capsula a forma di tubo o di cilindro allungato, l'attuale  asco . Poi avviene la meiosi, danno origine a quattro nuclei aploidi. Questo è seguito praticamente da un'ulteriore divisione mitotica, cosicché l'asco abbia alla fine otto nuclei figli. Questi sono inclusi, insieme con alcune cellule plasmatiche, ciascuno dalla propria membrana, e generalmente con una parete cellulare rigida. Così si sviluppano le cellule di disseminazione, le ascospore, che giacciono inizialmente nell'asco come piselli in un baccello. Poi, quando si presenta l'occasione giusta, esse vengono liberate. 
Non avendo un flagello, le ascospore vengono disseminate in varie maniere: alcune sono dispersa dal vento mentre con altre l'asco maturo si apre al contatto con l'acqua per lasciare libere le spore.
Alcune specie hanno sviluppato autentici "cannoni per spore" che possono espellerle a più di 30 cm. Quando le spore raggiungono un substrato adatto, germinano, formano nuove ife aploidi e così ricomincia il ciclo vitale.

## Sistematica
Il phylum Ascomycota in una sistemazione tassonomica ormai superata veniva considerato sottodivisione (Ascomycotina) della divisione Eumycota.
I funghi in esso inclusi vengono suddivisi nelle seguenti sottocategorie:
Subphylum Saccharomycotina(= Hemiascomycotina), funghi provvisti di membrana nucleare. Questo gruppo comprende i 'veri fermenti', quale il famoso Saccharomyces cerevisiae, meglio noto come il fermento del panettiere. Anche se la maggior parte di membri è principalmente unicellulare, i taxa basali producono abbondanti ife.
- Saccharomycetes

Subphylum Pezizomycotina(= Euascomycotina), funghi con membrana plasmatica. Questo gruppo contiene più del 90% degli Ascomycota suddivisi in 11 classi.
- Arthoniomycetes
- Chaetothyriomycetes
- Dothideomycetes
- Eurotiomycetes
- Laboulbeniomycetes
- Lecanoromycetes
- Leotiomycetes
- Orbiliomycetes
- Pezizomycetes

- Helotiales
- Hypocreales
- Pezizales
- Sphaeriales
- Xylariales

- Sordariomycetes
- Pezizomycotina mitosporiche

Subphylum Taphrinomycotina(= Archiascomycotina), funghi con asco nudo (strutture riproduttive asessuali). Questo subphylum attualmente è considerato parafiletico ed incluso nei gruppi incertae sedis. Esso comprende le seguenti classi:
- Neolectomycetes
- Pneumocystidomycetes
- Schizosaccharomycetes
- Taphrinomycetes

## Ecologia
I funghi di Ascomycota giocano un ruolo centrale in molti ecosistemi. Essi sono importanti decompositori che demoliscono materiali organici come foglie morte, ramoscelli, alberi caduti, ecc. ed aiutano i detritivori (animali che vivono decomponendo materiale) ad ottenere i loro nutrienti. Trasformando sostanze come la cellulosa o la lignina, che altrimenti sono difficili da utilizzare, essi mantengono un importante ruolo nel ciclo dell'azoto e nel ciclo del carbonio. Al contrario i corpi fruttiferi dei funghi di Ascomycota forniscono cibo per tutta una serie di animali, dagli insetti e le lumache ai roditori e mammiferi più grandi come cervi e cinghiali.
I funghi di Ascomycota sono anche conosciuti per le loro numerose relazioni simbiotiche con altri organismi.

### Licheni
Probabilmente sin dall'inizio della loro storia evolutiva i funghi di Ascomycota "addomesticarono" le alghe verdi (Chlorophyta) ma anche occasionalmente altri tipi di alghe e cianobatteri. Insieme essi formano associazioni mutualistiche conosciute come licheni, che possono sopravvivere nelle regioni della Terra meno ospitali, incluso l'Artide, l'Antartide, deserti, cime delle montagne, e possono resistere a temperature estreme dai -40 °C agli +80 °C. Mentre l'alga fotoautotrofa crea energia metabolica attraverso la fotosintesi, il fungo offre una stabile struttura di supporto e protegge dalle radiazioni e dall'essiccazione. Circa il 42% degli Ascomycota (numericamente circa 18,000 specie) forma licheni, e quasi tutti i partner fungini dei licheni appartengono a questa divisione.

### Funghi micorrizici ed endofiti
Membri di Ascomycota instaurano due tipi di relazione con le piante particolarmente importanti: come funghi micorrizici e come endofiti. Nel primo caso formano associazioni simbiotiche con il sistema radicale delle piante, che per alcuni alberi, soprattutto conifere, può essere di vitale importanza, consentendo l'assorbimento di sali minerali dal suolo. Il partner fungino è in una posizione vantaggiosissima per assorbire minerali a causa del suo micelio distribuito capillarmente, mentre la pianta gli fornisce energia metabolica sotto forma di prodotti fotosintetici. Sono conosciuti perfino casi in cui i funghi micorrizici possono trasportare nutrienti da una pianta ad un'altra stabilizzando il destinatario.
È probabile che le associazioni micorriziche abbiano permesso la conquista della terraferma da parte delle piante, in ogni caso il più antico fossile di piante terrestri conosciuto presenta micorrize.
Gli endofiti, invece, vivono nelle piante, soprattutto nel fusto e nelle foglie, ma generalmente non arrecano danno ai loro ospiti. L'esatta natura della relazione tra fungo endofita ed ospite non è ancora ben conosciuta, ma sembra che questa forma di colonizzazione può conferire una maggior resistenza agli insetti, ai vermi tondi (nematodi) e ai batteri e può anche favorire o aumentare la produzione di alcaloidi velenosi, sostanze chimiche che possono colpire la salute di animali erbivori.

### Relazione simbiotica con animali
Una serie di specie di Ascomycota appartenenti al genere Xylaria sono state trovate nei nidi di formiche taglia-foglie e altre formiche allevatrici di funghi della tribù degli Attini, nonché nei giardini micologici di termiti (Isoptera). Poiché essi non generano corpi fruttiferi fino a quando gli insetti non abbiano lasciato i nidi, si è sospettato che, come confermato in diversi casi di specie di Basidiomycota, essi possano essere coltivati.
D'altro canto gli scolitidi sono partner simbiotici sicuramente importanti.
La femmina di questi insetti trasporta le spore fino ad nuovi ospiti in caratteristiche pieghe nella loro pelle, i micetangi. Esse rosicchiano dei cunicoli nel legno che portano in ampie camere in cui depongono le loro uova. A questo punto le spore vengono rilasciate e danno origine ad ife che, a differenza degli scolitidi, possono digerire il legno. Le larve degli scolitidi si nutrono del fungo e, dopo che si sono trasformate nello stadio adulto trasportano di nuovo le spore per reiterare il ciclo di infezione. Un esempio ben conosciuto di ciò è la grafiosi dell'olmo, causata dal fungo Ophiostoma ulmi, che viene trasportato dallo scolitide europeo 'Scolytus multistriatus'.

## Importanza per l'uomo

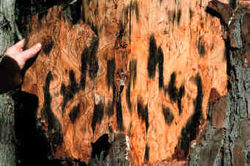
Albero attaccato da Ophiostoma minus

Gli Ascomiceti danno tanti contributi alla salute del genere umano e provocano anche molti effetti dannosi.

### Interazioni dannose
Uno dei più dannosi ruoli è l'essere agente di molte patologie delle piante, per esempio:
- Grafiosi dell'olmo, causata dalle specie strettamente legate Ophiostoma ulmi e Ophiostoma novo-ulmi, ha causato la morte di molti olmi in Europa e Nord America.
- Cancro colorato del platano, causato da funghi ascomiceti della specie Ceratocystis fimbriata sp. platani, è una delle cause principali di mortalità fra i platani monumentali in Italia.
- L'originario dell'Asia Cryphonectria parasitica è responsabile dell'attacco alle piante di castagno (Castanea sativa) nel quale provoca il cancro corticale che praticamente eliminò il ben diffuso Castagno americano (Castanea dentata).
- Una malattia del mais (Zea mays), che è specialmente diffusa in Nord America, è portata dal Cochliobolus heterostrophus.
- Taphrina deformans causa l'arricciamento delle foglie di pesco.Claviceps purpurea su segale (Secale cereale)

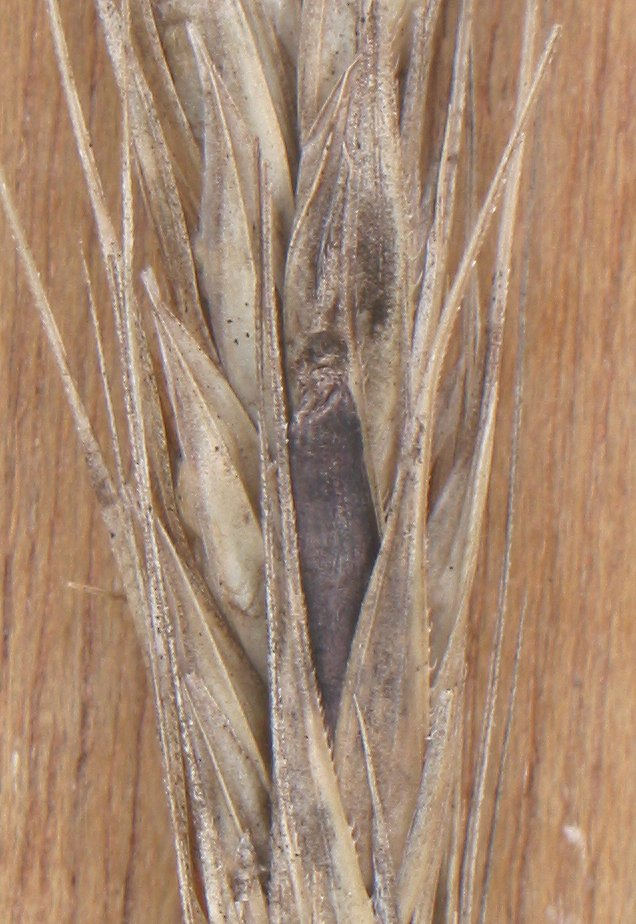
Claviceps purpurea su segale (Secale cereale)

- Uncinula necator è responsabile della malattia Oidio della vite, che attacca la vite.
- Specie di Monilinia causano marciume di drupe come le pesche (Prunus persica) e le amarene (Prunus ceranus).
- Rosellinia necatrix causa marciumi nelle radici nel melo e in altri alberi da frutto.
- Membri degli Ascomycota come  Stachybotrys chartarum sono responsabili dello scolorimento di tessuti di lana, cosa che costituisce un grave problema soprattutto ai tropici.
- Muffe verde-blu, rosse e marroni attaccano e rovinano generi alimentari - per esempio il Penicillium italicum fa marcire le arance.
- Cereali infetti da Fusarium graminearum contengono micotossine come il deossinivalenolo (DON), che può portare lesioni alla pelle ed alle mucose quando mangiate dai maiali.
- La segale cornuta (Claviceps purpurea) è una diretta minaccia agli uomini quando attacca il frumento o la segale e produce alcalodi altamente velenosi e cancerogeni, causando l'ergotismo se consumata. I sintomi comprendono allucinazioni, crampi allo stomaco e una sensazione di bruciore agli arti ("Fuoco di S.Antonio").
- Aspergillus flavus, che cresce, tra altri ospiti, anche sulle arachidi, genera l'aflatossina, che danneggia il fegato ed è altamente cancerogeno.
- Rispetto all'ultimo, la Candida albicans, un lievito che attacca le mucose, è relativamente innocuo. Esso causa un'infezione della bocca o vagina chiamata candidosi.
- I funghi di Epidermophyton causano infezione della pelle ma non sono molto dannosi per individui con sistema immunitario efficiente. Tuttavia se il sistema immunitario è danneggiato essi possono minacciare la salute; per esempio lo Pneumocystis jiroveci è responsabile di gravi infezioni polmonari a pazienti malati di AIDS.

### Effetti positivi
D'altro canto, gli ascomiceti hanno portato alcuni benefici all'umanità.
- Il caso più famoso può essere quello della muffa Penicillium chrysogenum (in passato chiamato Penicillium notatum), che, probabilmente per attaccare batteri concorrenti, produce un antibiotico che, sotto il nome di Penicillina, ha dato l'avvio ad una rivoluzione nel trattamento delle infezioni batteriche nel XX secolo.Formaggio Stilton striato da Penicillium roqueforti

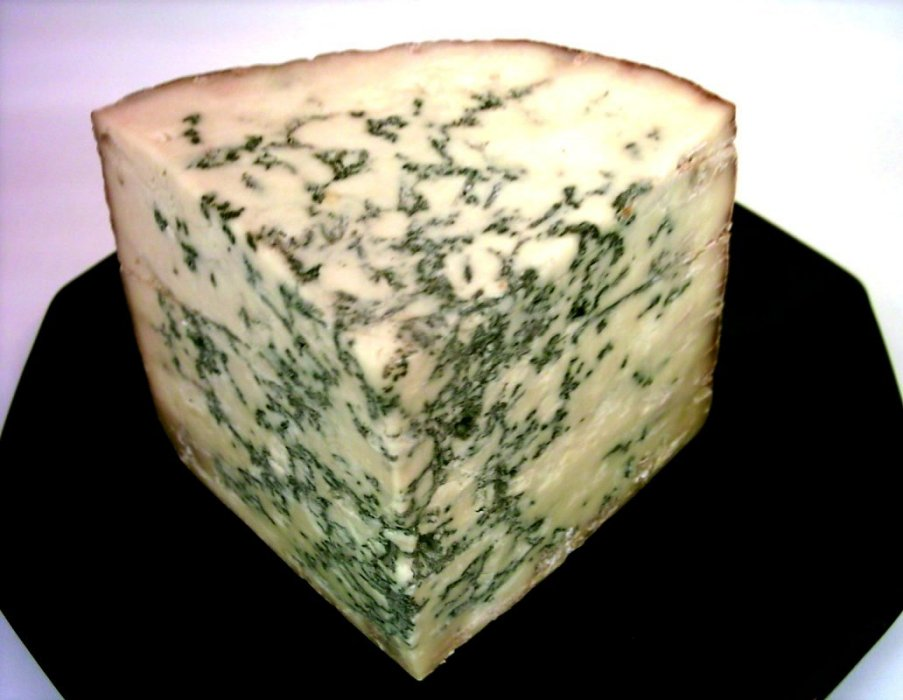
Formaggio Stilton striato da Penicillium roqueforti

- L'importanza medica del Tolypocladium niveum come immunosoppressore certamente non è esagerata. Esso secerne ciclosporina, che, così come viene somministrata durante i trapianti d'organo per prevenire il rigetto, così viene anche prescritta per malattie autoimmuni come la sclerosi multipla, sebbene ci sia qualche dubbio sugli effetti a lungo termine del trattamento.
- Alcuni funghi ascomiceti possono essere alterati in maniera relativamente facile attraverso procedure di ingegneria genetica. Essi così possono produrre utili proteine come l'insulina, l'ormone della crescita, o tPA, che viene usato per dissolvere gli emboli.
- La muffa rossa del pane Neurospora crassa è un importante organismo modello in biologia, il genoma del quale è stato completamente sequenziato.
- Il lievito del pane (Saccharomyces cerevisiae) è usato per fare pane, birra e vino, durante i processi dei quali gli zuccheri come il glucosio o il saccarosio vengono fermentati per produrre alcool e biossido di carbonio. Nel caso della panificazione, l'alcol scompare e il biossido di carbonio serve per far crescere l'impasto.
- Enzimi di Penicillium camemberti giocano un ruolo nella manifattura dei formaggi Camembert e Brie, mentre quelli del Penicillium roqueforti fanno lo stesso per Gorgonzola, Roquefort e Stilton.
- In Asia Aspergillus oryzae viene aggiunto alla polpa di soia bagnata per fare la salsa di soia.
- Infine, alcuni membri di Ascomycota vengono mangiati con gusto; spugnole (Morchella) e tartufi (Tuber) sono alcune delle molte delizie dei cercatori di funghi.